# Lac Louise (Estrie)
Pour les articles homonymes, voir Lac Louise.
Le lac Louise est un lac en Estrie situé dans la municipalité de Weedon, dans la municipalité régionale de comté (MRC) Les Appalaches, dans la région administrative de Chaudière-Appalaches, au Québec.

## Géographie
Le lac Louise est situé dans la vallée de la rivière Saint-François juste en amont de la confluence avec la rivière au Saumon. La rivière Saint-François est son principal affluent et émissaire ; le lac constitue un élargissement de la rivière. La rivière au Canard vient aussi s'y déverser.